# 34 Circe
Circe /ˈsɜːrsiː/ (định danh hành tinh vi hình: 34 Circe) là một tiểu hành tinh lớn và rất tối ở vành đai chính. Tiểu hành tinh này do nhà thiên văn học người Pháp Jean Chacornac phát hiện ngày 6 tháng 4 năm 1855 và được đặt theo tên Circe, một nữ thần trong thần thoại Hy Lạp.